# NGC 2537
NGC 2537 és una galàxia espiral barrada de la constel·lació del Linx.